# 빈리히 폰 크니프로데
빈리히 폰 크니프로데(독일어: Winrich von Kniprode)는 튜턴 기사단의 총장이다.